# Combustão humana espontânea

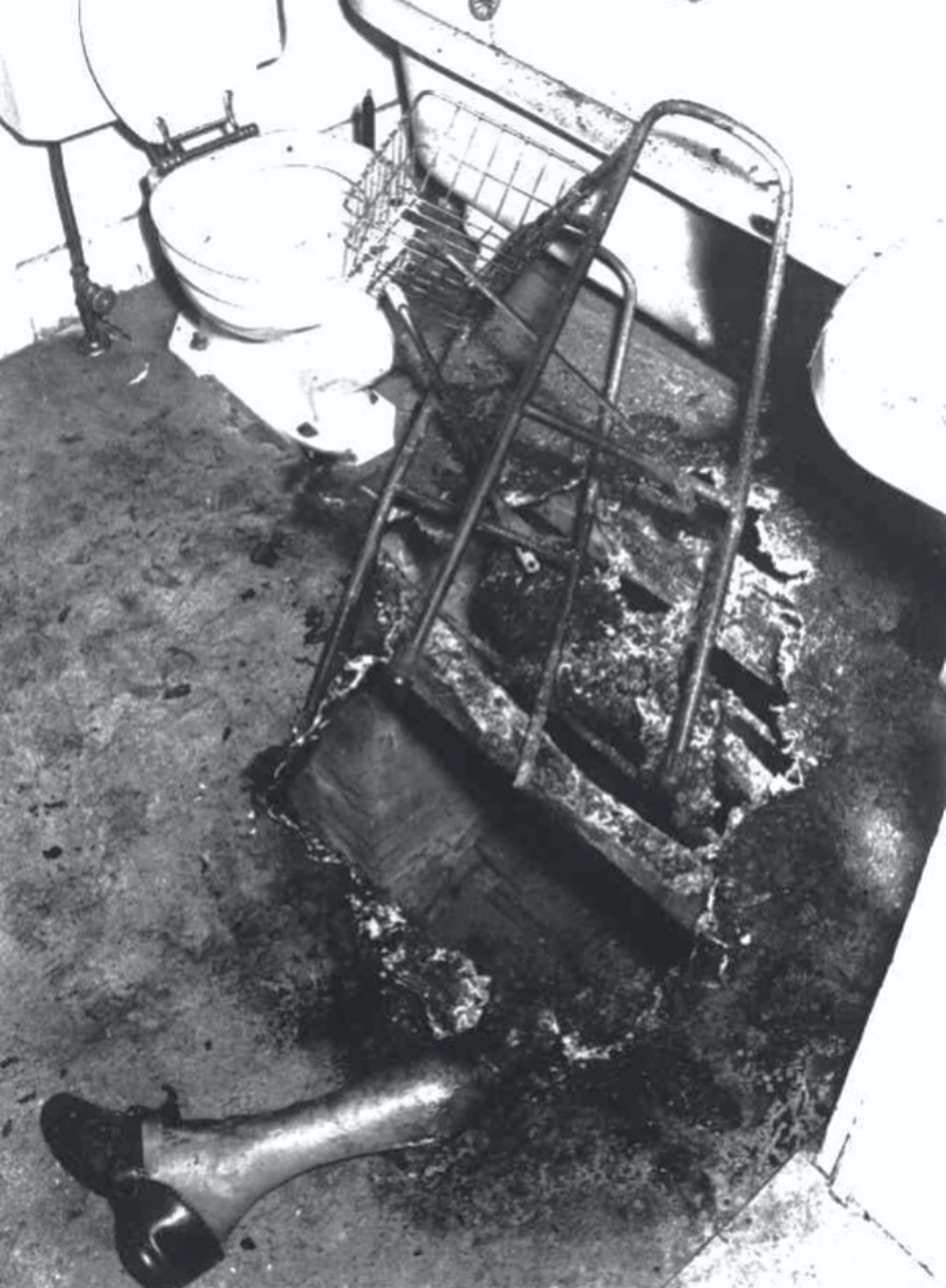
Imagem da morte de John Irving Bentley por combustão espontânea

Combustão humana espontânea (CHE) (em inglês:  Spontaneous human combustion, SHC) é o conceito pseudocientífico da combustão espontânea de um corpo humano vivo (ou recentemente falecido) sem uma fonte externa aparente de ignição no corpo. Além dos casos relatados, descrições do suposto fenômeno aparecem na literatura, e ambos os tipos foram observados compartilhando características comuns em termos de circunstâncias e restos mortais da vítima.
Investigações forenses tentaram analisar os casos relatados de CHE e resultaram em hipóteses sobre potenciais causas e mecanismos, incluindo comportamento e hábitos das vítimas, consumo de álcool e proximidade com possíveis fontes de ignição, bem como o comportamento de incêndios, que consomem gorduras derretidas. Explicações naturais, bem como fenômenos naturais não verificados, foram propostas para explicar os relatórios de CHE. O consenso científico atual é que a maioria e, talvez, todos os casos de CHE envolvem fontes externas de ignição.

## Características
A "combustão humana espontânea" refere-se à morte por um incêndio que se origina sem uma fonte externa aparente de ignição; acredita-se que o fogo comece dentro do corpo da vítima. Essa ideia e o termo "combustão humana espontânea" foram propostos pela primeira vez em 1746 por Paul Rolli em um artigo publicado nas Philosophical Transactions of the Royal Society. Escrevendo ao The British Medical Journal em 1938, o coronel Gavin Thurston descreve o fenômeno como tendo "atraído a atenção não só dos médicos profissionais, mas dos leigos" já em 1834 (mais de cem anos antes do artigo de Thurston). Em seu livro de 1995, Ablaze!, Larry E. Arnold escreveu que havia cerca de 200 relatos citados de combustão humana espontânea em todo o mundo ao longo de cerca de 300 anos.
O tópico recebeu cobertura no British Medical Journal em 1938. Um artigo de L. A. Parry citou um livro publicado em 1823, Medical Jurisprudence, que afirmou que as semelhanças entre os casos registrados de combustão humana espontânea incluíam as seguintes características:
"[...] os casos registrados têm essas coisas em comum:
1. as vítimas são alcoólatras crônicos;
2. geralmente são mulheres idosas;
3. o corpo não queimou espontaneamente, mas alguma substância inflamável entrou em contato com ele;
4. as mãos e os pés costumam cair;
5. o fogo causou muito pouco dano às coisas combustíveis em contato com o corpo;
6. a combustão do corpo deixou um resíduo de cinzas gordurosas e fétidas, com um odor muito forte." [5]

O alcoolismo é um tema comum nas primeiras referências literárias de CHE, em parte porque alguns médicos e escritores da Era Vitoriana acreditavam que o fenômeno era o resultado disto.

## Explicações sugeridas
Algumas hipóteses tentam explicar como a CHE pode ocorrer sem uma fonte externa de ignição, enquanto outras hipóteses sugerem que incidentes que possam aparecer como combustão espontânea realmente tiveram uma fonte externa de ignição - e que a probabilidade de CHE sem fonte de ignição externa é bastante baixa. Benjamin Radford, escritor de ciência e editor-adjunto da revista científica Skeptical Inquirer, duvida da plausibilidade do fenômeno: "Se o CHE é um fenômeno real (e não o resultado de uma pessoa idosa ou enferma estar muito perto de uma fonte de chama), por que isso não acontece com mais frequência? Atualmente, há 5 bilhões em pessoas do mundo e ainda não vemos relatos de pessoas que explodem quando andam pela rua, estão assistindo jogos de futebol ou bebendo um café em um Starbucks local". O pesquisador paranormal Brian Dunning afirma que as histórias de CHE "são simplesmente os casos raros em que uma morte natural em isolamento, seguida por uma combustão lenta de alguma fonte de ignição próxima." Ele também sugeriu que os relatos de pessoas que entram em chamas de repente deveriam ser chamados de "mortes não resolvidas por fogo", ao afirmar que uma causa desconhecida não implicava necessariamente que o incêndio carecia de fonte de ignição externa.

### Explicações naturais
- Quase todos os casos de CHE envolvem pessoas com baixa mobilidade devido à idade ou obesidade avançada, além de uma má saúde.[10] As vítimas mostram uma alta probabilidade de terem morrido durante o sono, ou de serem incapazes de se mover depois de terem pegado fogo.
- Os cigarros são frequentemente vistos como fonte de fogo, visto que a eliminação inadequada de materiais para fumar causa uma a cada quatro mortes por incêndio nos Estados Unidos.[11] Causas naturais, como ataques cardíacos, podem levar a morte da vítima, que deixa o cigarro cair e incendiar a roupa da vítima.[12]
- A hipótese do "efeito pavio" sugere que uma pequena fonte de chama externa, como um cigarro queimado, incendeia a roupa da vítima em um local, separando a pele e liberando gordura subcutânea, que por sua vez é absorvida na roupa queimada, atuando como um pavio. Esta combustão pode continuar enquanto o combustível estiver disponível. Esta hipótese foi testada com sucesso com tecido animal (porco) e é consistente com a evidência recuperada de casos de combustão humana.[13][14] O corpo humano normalmente possui energia armazenada suficiente em gorduras e outras substâncias químicos para queimar completamente o corpo; mesmo as pessoas magras têm vários quilos de gordura em seus tecidos. Esta gordura, uma vez aquecida pela roupa ardente, queima como a cera de vela (que originalmente era feita de gordura animal) e pode fornecer o combustível necessário para manter o pavio queimando.[15]
- John Abrahamson sugeriu que o raio globular poderia explicar a combustão humana espontânea. "Isso é circunstancial apenas, mas a carbonização de membros humanos vistos em uma série de casos de raio globular é muito sugestiva de que esse mecanismo também tenha ocorrido onde as pessoas tiveram membros queimados", diz Abrahamson.[16]
- A escalda pode causar ferimentos de queimadura e podem matar sem incendiar a roupa. Embora não seja aplicável nos casos em que o corpo é carbonizado e queimado, isso foi sugerido como uma causa em pelo menos um evento semelhante a CHE.[17]
- Brian J. Ford sugeriu que a cetose, possivelmente causada por alcoolismo ou dieta com baixo teor de carboidratos, produz acetona, que é altamente inflamável e, portanto, pode levar à combustão aparentemente espontânea.[18][19]
- a CHE pode ser confundida com a auto-imolação como uma forma de suicídio. No Ocidente, a auto-imolação responde por 1% dos suicídios,[20] enquanto Radford afirma que, nos países em desenvolvimento, a cifra pode chegar a 40%.[21]
- Às vezes, há explicações razoáveis para as mortes, mas os defensores ignoram autópsias oficiais e evidências contraditórias, em favor de contas anedóticas e testemunhos pessoais.[12][17][22]

### Fenômenos naturais não verificados
Larry E. Arnold em seu livro Ablaze!, de 1995, propôs uma nova partícula subatômica pseudocientífica, que ele chamou de "pirotrona".:99–106 Arnold também escreveu que a inflamabilidade do corpo humano poderia ser aumentada em certas circunstâncias, como o aumento do nível de álcool no sangue.:84 Ele também escreveu que o estresse extremo poderia ser o gatilho que inicia muitas combustões.:163 Este processo não pode usar oxigênio externo para se espalhar por todo o corpo, já que pode não ser uma "reação redox";[carece de fontes?] no entanto, nenhum mecanismo de reação foi proposto. O pesquisador Joe Nickell criticou as hipóteses de Arnold com base em evidências seletivas e argumento da ignorância.

## Exemplos notáveis
Em 2 de julho de 1951, Mary Reeser, uma mulher de 67 anos, foi encontrada morta em sua casa em São Petersburgo, na Flórida, Estados Unidos, depois que sua senhoria percebeu que a maçaneta da casa estava extremamente quente. A proprietária informou a polícia e, ao entrar na casa, eles encontraram os restos de Reeser completamente queimados em cinzas, com apenas uma perna restante. A cadeira em que ela estava sentada também foi destruída. Durante a investigação, os detetives descobriram que a temperatura de Reeser era de cerca de 1.930 °C, o que confundiu os investigadores, visto que quase toda a sala de Reeser estava intacta. Reeser tomou pílulas para dormir e também era fumante. Uma teoria comum era que ela estava fumando um cigarro depois de tomar pílulas para dormir. Ela adormeceu enquanto ainda tinha um cigarro aceso, que teria queimado seu vestido, levando a sua morte. Os pesquisadores também descobriram que o fogo tinha queimado um soquete, que parou um relógio às 2:26 da manhã, sugerindo que Reeser tinha sido queimada nesta hora.
Henry Thomas, um homem de 73 anos, foi encontrado carbonizado na sala de sua casa em Ebbw Vale, no sul do País de Gales, Reino Unido, em 1980. Seu corpo inteiro foi incinerado, deixando apenas o crânio e uma porção de cada perna abaixo do joelho. Os pés e as pernas ainda estavam vestidos com meias e calças. A metade da cadeira em que ele estava sentado também foi destruída. Oficiais forenses de polícia decidiram que a incineração de Thomas era devido ao efeito pavio. Sua morte foi classificada como uma "morte por incêndio", visto que ele tinha inalado claramente o conteúdo de sua própria combustão.
Em dezembro de 2010, a morte de Michael Faherty no Condado de Galway, na Irlanda, foi registrada como "combustão espontânea" pelo médico legista. O médico, Ciaran McLoughlin, fez esta declaração no inquérito sobre a morte: "Este fogo foi investigado minuciosamente e fiquei com a conclusão de que isto se enquadra na categoria de combustão humana espontânea, para a qual não há uma explicação adequada".